# Intrarea în Biserică a Maicii Domnului
Intrarea în Templu (Biserică) a Maicii Domnului (în latină Praesentatio Beatae Mariae Virginis) este o sărbătoare închinată Fecioarei Maria, celebrată în Biserica Catolică și în Bisericile Ortodoxe la data de 21 noiembrie. Ocazia este dată de un episod din Evanghelia după Iacob, o lucrare apocrifă din secolul al II-lea.

## Denumiri slavone

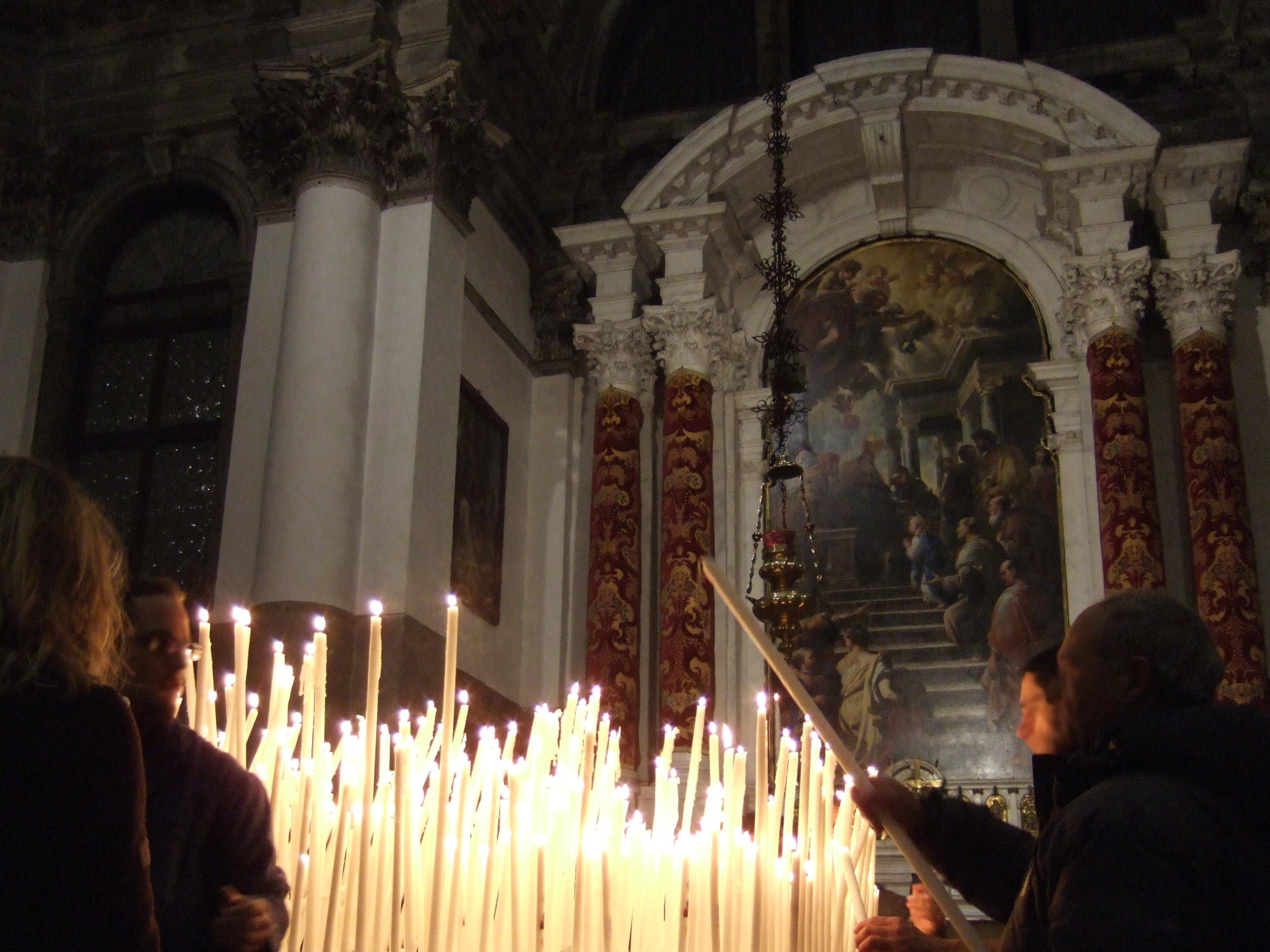
Lumânări aprinse de 21 noiembrie în fața altarului Fecioarei Maria, Bazilica Santa Maria della Salute din Veneția

Ovidenia, obrejania sau vovidenia (termen ce provine din slavonă, în care „văvedenie” înseamnă intrare) este vechea denumire a sărbătorii prăznuite pe 21 noiembrie, în săptămâna de după începutul postului Crăciunului.

## Tradiții precreștine
Sărbătoarea Ovideniei s-a suprapus pe ritualurile precreștine deschizătoare de iarnă, marcate de puterea luminii, a focului, a vederii și a viziunii. În folclor se îmbină numeroase tradiții păgâne, precum cele care susțin că în noaptea respectivă comorile ascunse ard cu flacără albastră, cerurile se deschid, iar fetele „văd” chipul ursitului în fântână, la lumina albă a unei lumânări. Oamenii de la țară făceau previziuni asupra vremii și rodului noului an cu ajutorul lumânărilor și focurilor aprinse. Exista superstiția conform căreia în această noapte vrăjitoarele ar „vedea cel mai bine”, motiv pentru care fac farmece, descântă, ghicesc viitorul. De Ovidenie femeile dădeau de pomană „lumină de veci”, pe motiv că lumânarea din această zi, dată de sufletul morților, mai ales pentru cei morți fără lumânare, dar și pentru cei vii, nu se va stinge niciodată pe lumea cealaltă. 
Sărbătoarea de Ovidenie marca împreună cu Filipii de toamnă, Noaptea strigoilor, Sântandrei (Sfântul Andrei) și Sânnicoară (Moș Nicolae, Sfântul Nicolae) perioada de sfârșit de noiembrie și început de decembrie, un scenariu ritual de înnoire a timpului.

## Biserici de hram din România
- Biserica Intrarea în Templu (Biserică) a Maicii Domnului din Bistrița, construită în secolul al XIII-lea în stil gotic; monument istoric.
- Biserica de lemn „Intrarea Maicii Domnului în Biserică” din Putna (biserica ortodoxă „Dragoș Vodă”), județul Suceava, monument istoric din secolul al XIV-lea.
- Biserica Intrarea în Biserică a Maicii Domnului din Viorești, județul Vâlcea, ctitorie boierească din cărămidă și piatră de secol XVIII; monument istoric.
- Catedrala Greco-Catolică din Gherla, cu hramul Intrarea în Templu (Biserică) a Maicii Domnului, construită în anul 1905.